# Kassim Bizimana
Kassim Bizimana (Bujumbura, 29 december 1985) is Burundees-Nederlandse voormalig betaald voetballer die als aanvaller speelde.
In de jeugd speelde hij voor Achilles 1894, sc Heerenveen en FC Groningen. Bizimana begon zijn profloopbaan bij FC Groningen als aanvaller in het seizoen 2006-2007 en zou vier wedstrijden uitkomen in de Eredivisie. Daarna vertrok hij naar de eerste divisieclub BV Veendam waarvoor hij vier seizoenen uitkwam.
Hierna was zijn profloopbaan ten einde en ging hij in 2009 spelen voor de amateurs van Sneek in de zondag hoofdklasse. Hierna kwam hij nog uit in de hoofdklasse voor Velocitas 1897 (2010/12) Berkum (2012) en Flevo Boys (2012/13) en speelde van 2013 tot 2016 voor PKC '83. In 2017 ging hij voor Pelikaan-S spelen. Na een jaar vertrok hij naar VV Gieten, waar hij er halverwege het seizoen de brui aan gaf. Desondanks werd hij in 2018-2019 clubtopscorer van de Drentse ploeg met 15 doelpunten.
In 2008 kwam Bizimana tweemaal uit voor het Burundees voetbalelftal.

## Statistieken
| Seizoen | Club         | Competitie     | Wedstrijden | Doelpunten |
| ------- | ------------ | -------------- | ----------- | ---------- |
| 2004/05 | FC Groningen | Eredivisie     | 4           | 0          |
| 2005/06 | BV Veendam   | Eerste Divisie | 15          | 0          |
| 2006/07 | BV Veendam   | Eerste Divisie | 30          | 12         |
| 2007/08 | BV Veendam   | Eerste Divisie | 8           | 0          |
| 2008/09 | BV Veendam   | Eerste Divisie | 19          | 1          |